# 피터 쿡
피터 쿡(영어: Peter Cook, 1936년 10월 22일 ~ )은 영국의 건축가이자 교육자 겸 건축 분야 저술가이다. 급진적인 발상으로 유명한 아키그램의 일원이며 건축가 경력과 교육 분야의 공로를 인정받아 2007년 기사 작위를 수여받았다. 왕립예술원 회원이며 프랑스 문화훈장을 받았다. 아키그램에서의 혁신을 높이 평가받아 RIBA 골드 메달을 수상했다.

## 생애

### 어린 시절
에식스주 사우스엔드온시에서 태어났다. 본머스 칼리지 오브 아트와 AA 스쿨에서 수학했다.